# Korać-Cup 1972
Die Saison 1972 war die 1. Spielzeit des Korać-Cup, der von der FIBA Europa ausgetragen wurde.
Den Titel gewann KK Lokomotiva Zagreb aus Jugoslawien.

## Modus
Es nahmen acht Mannschaften aus fünf Nationen teil. Wegen der geringen Teilnehmerzahl startete der Wettbewerb gleich mit einem Viertelfinale. Die Gewinner qualifizierten sich für das Halbfinale, gefolgt vom Finale.
Die Sieger der Spielpaarungen wurden in Hin- und Rückspiel ermittelt. Entscheidend war das Gesamtergebnis beider Spiele.

## Teilnehmer
| Teilnehmer     | Teilnehmer | Teilnehmer                 | Teilnehmer           |
| Land           | Anzahl     | Mannschaften               | Mannschaften         |
| -------------- | ---------- | -------------------------- | -------------------- |
| Frankreich     | 2          | Olympique Basket d’Antibes | Caen BC              |
| Jugoslawien    | 2          | OKK Belgrad                | KK Lokomotiva Zagreb |
| Spanien        | 2          | Picadero JC Barcelona      | CD Manresa La Casera |
| Belgien        | 1          | Standard BC Lüttich        |                      |
| BR Deutschland | 1          | USC München                |                      |

## Viertelfinale
|                       | Gesamt  |                            | Hinspiel | Rückspiel |
| --------------------- | ------- | -------------------------- | -------- | --------- |
| USC München           | 117:152 | OKK Belgrad                | 71:79    | 46:83     |
| CD Manresa La Casera  | 165:180 | Olympique Basket d’Antibes | 81:85    | 84:95     |
| Caen BC               | 170:212 | KK Lokomotiva Zagreb       | 83:109   | 87:103    |
| Picadero JC Barcelona | 140:160 | Standard BC Lüttich        | 61:63    | 79:97     |

## Halbfinale
|                      | Gesamt  |                            | Hinspiel | Rückspiel |
| -------------------- | ------- | -------------------------- | -------- | --------- |
| OKK Belgrad          | 160:137 | Olympique Basket d’Antibes | 99:72    | 61:65     |
| KK Lokomotiva Zagreb | 167:145 | Standard BC Lüttich        | 71:54    | 96:91     |

## Finale
|             | Gesamt  |                      | Hinspiel | Rückspiel |
| ----------- | ------- | -------------------- | -------- | --------- |
| OKK Belgrad | 155:165 | KK Lokomotiva Zagreb | 83:71    | 73:94     |

- Final-Topscorer:  Nikola Plećaš (KK Lokomotiva Zagreb): 69 Punkte